# Divisões administrativas em 1984
Nesta página encontrará referências aos acontecimentos directamente relacionados com a regiões administrativas ocorridos durante o ano de 1984.

## Eventos
- 21 de abril - No extremo Leste da Cidade de São Paulo, na antiga região de Santa Etelvina, é entregue os primeiros lotes de casas e apartamentos para famílias. Assim é inaugurado o bairro Cidade Tiradentes, o maior conjunto habitacional da América Latina.

- 28 de junho - As vilas portuguesas do Barreiro, Matosinhos, Mirandela, Oliveira de Azeméis, Ovar, São João da Madeira, Vila Franca de Xira e Vila Nova de Gaia são elevadas à categoria de cidade.